# 尖頭南鰍
尖頭南鰍（學名：Schistura acuticephala）為輻鰭魚綱鯉形目條鰍科南鰍屬的其中一種。分布於亞洲緬甸伊洛瓦底江流域，體長可達4公分，棲息在河川底中層水域，生活習性不明。

## 扩展阅读
維基物種上的相關：尖頭南鰍